# Petr Nedvěd
Petr Nedvěd (* 9. Dezember 1971 in Liberec, Tschechoslowakei) ist ein ehemaliger tschechischer Eishockeyspieler und derzeitiger -funktionär mit kanadischer Staatsbürgerschaft, der im Verlauf seiner aktiven Karriere zwischen 1988 und 2014 unter anderem 1053 Spiele für die Vancouver Canucks, St. Louis Blues, New York Rangers, Pittsburgh Penguins, Edmonton Oilers, Phoenix Coyotes und Philadelphia Flyers in der National Hockey League auf der Position des Centers bestritten hat. Zudem war er im Laufe seiner langen Karriere für die Bílí Tygři Liberec und den HC Sparta Prag in der tschechischen Extraliga, in der er über 400 weitere Partien absolvierte, aktiv. Seinen größten Karriereerfolg feierte Nedvěd, der im NHL Entry Draft 1990 an zweiter Gesamtposition ausgewählt wurde, im Trikot der kanadischen Nationalmannschaft mit dem Gewinn der Silbermedaille bei den Olympischen Winterspielen 1994. Seit Juni 2018 ist er General Manager der tschechischen Eishockeynationalmannschaft.

## Karriere
Nedvěd spielte bis zu seinem 17. Lebensjahr in seiner tschechoslowakischen Heimat in der Nachwuchsabteilung des CHZ Litvínov, wo sein Vater acht Jahre lang selbst gespielt hatte. Bei einem internationalen Juniorenturnier im kanadischen Calgary zum Beginn des Jahres 1989 nutzte er die Gelegenheit und setzte sich von der Mannschaft ab.
Nach seiner Flucht spielte Nedvěd die Saison 1989/90 bei den Seattle Thunderbirds in der Western Hockey League. Mit 145 Punkten in 71 Spielen wurde er zum Rookie des Jahres der Western Hockey League und Canadian Hockey League gewählt, was dazu führte, dass er im NHL Entry Draft 1990 an zweiter Gesamtposition von den Vancouver Canucks ausgewählt wurde und gleich einen NHL-Vertrag für die Spielzeit 1990/91 erhielt.
Trotz der Vorschusslorbeeren konnte der gebürtige Tscheche den Ansprüchen in seinen ersten beiden Profispielzeiten nicht gerecht werden und verbuchte in 138 Spielen nur 53 Punkte. Erst in der Saison 1992/93 gelang ihm mit 71 Punkten in 84 Partien der Durchbruch. Aufgrund von Unstimmigkeiten bezüglich seines Vertrages zwischen ihm und dem Management der Canucks wurde Nedvěds NHL-Karriere vorerst auf Eis gelegt. Er schloss sich daraufhin der kanadischen Nationalmannschaft an, nachdem er kurz zuvor die kanadische Staatsbürgerschaft erhalten hatte. So wurde er in den Kader für die Olympischen Winterspiele 1994 in Lillehammer berufen. Gemeinsam mit Paul Kariya führte er die Mannschaft bis ins Finale des olympischen Eishockeyturniers, wo man sich den Schweden um Peter Forsberg geschlagen geben musste und schließlich die Silbermedaille erringen konnte. Im März 1994 wechselte er dann als Free Agent zu den St. Louis Blues, für die er aber lediglich 19 Spiele absolvierte, aber 20 Punkte verbuchte. Als Kompensation für den Verlust hatten die Canucks Craig Janney erhalten, der jedoch für ein Spielerpaket umgehend zurückgeholt wurde. Nach nur knapp fünf Monaten in St. Louis folgte der Wechsel Nedvěds zum amtierenden Stanley-Cup-Sieger New York Rangers für Esa Tikkanen und Doug Lidster. Die durch den Lockout verkürzte Spielzeit 1994/95 entpuppte sich jedoch als Enttäuschung für den Stürmer, woraufhin er im Sommer 1995 gemeinsam mit Sergei Subow für Luc Robitaille und Ulf Samuelsson zu den Pittsburgh Penguins abgegeben wurde. Dort stellte Nedvěd in seinem ersten Jahr mit 45 Toren und 99 Punkten Karrierebestmarken auf und vertrat nach der Saison sein Heimatland Tschechien beim World Cup of Hockey 1996. Dies war möglich, da der World Cup nicht von der IIHF organisiert war, in deren Turnieren es ihm nicht erlaubt war zu spielen.

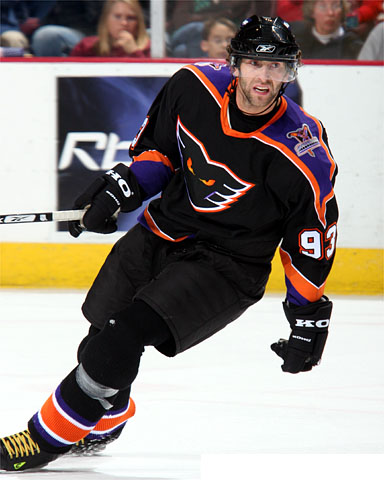
Petr Nedvěd im Trikot der Philadelphia Phantoms (2006)

Nach einer weiteren soliden Saison bei den Penguins verpasste Nedvěd die gesamte NHL-Spielzeit 1997/98 aufgrund eines erneuten Kontraktdisputs. Er kehrte deshalb nach Tschechien zurück und bestritt einige Spiele für den HC Sparta Prag in der tschechischen Extraliga. Nachdem er im November 1998 gemeinsam mit Chris Tamer und Sean Pronger im Tausch für Alexei Kowaljow und Harry York zu den New York Rangers transferiert worden war, lief er erneut für die Mannschaft aus dem „Big Apple“ auf. Im Gegensatz zu seinem ersten Aufenthalt bei den Rangers wurden die sechs Spielzeiten in New York bis 2004 die konstantesten seiner gesamten NHL-Karriere. Als die Rangers jedoch im März 2004 erneut auf dem Weg waren die Playoffs zu verpassen und der Center über die gesamte Spielzeit mit seinen Leistungen enttäuscht hatte, gab man ihn an die Edmonton Oilers ab.
Durch den erneuten Lockout der NHL-Saison 2004/05 wechselte Nedvěd wieder zum HC Sparta Prag, obwohl er vor der Spielzeit als Free Agent einen Vertrag bei den Phoenix Coyotes unterschrieben hatte. Zu seinen ersten Spielen für die Coyotes kam er in der Saison 2005/06. Da er jedoch nicht mehr das Leistungspotential früherer Jahre abrufen konnte und weit von seiner 2004 geehelichten Frau Veronika Vařeková, die in New York arbeitete, getrennt war, bat er im Januar 2006 um einen Transfer zu einem Team an der Ostküste. Für Dennis Seidenberg wurde er schließlich an die Philadelphia Flyers abgegeben. Dort änderte sich sein Spiel auch nicht, was darin gipfelte, dass er in der im Oktober 2006 nach einer 1:9-Niederlage gegen die Buffalo Sabres aus dem Kader aussortiert und erstmals in seiner Karriere in die American Hockey League abgeschoben wurde. Unzufrieden mit der Situation beim Farmteam, den Philadelphia Phantoms, verweigerte Nedvěd eine Rückkehr in den NHL-Kader der Flyers und ließ sich im Januar 2007 über die Waiver-Liste von den Edmonton Oilers auswählen, bei denen er die Spielzeit beendete.
Im Juni 2007 kehrte der Tscheche der NHL endgültig den Rücken und unterschrieb einen Vertrag beim HC Sparta Prag, für den er bereits in den Spielzeiten 1997/98 und 2004/05 aufgelaufen war.

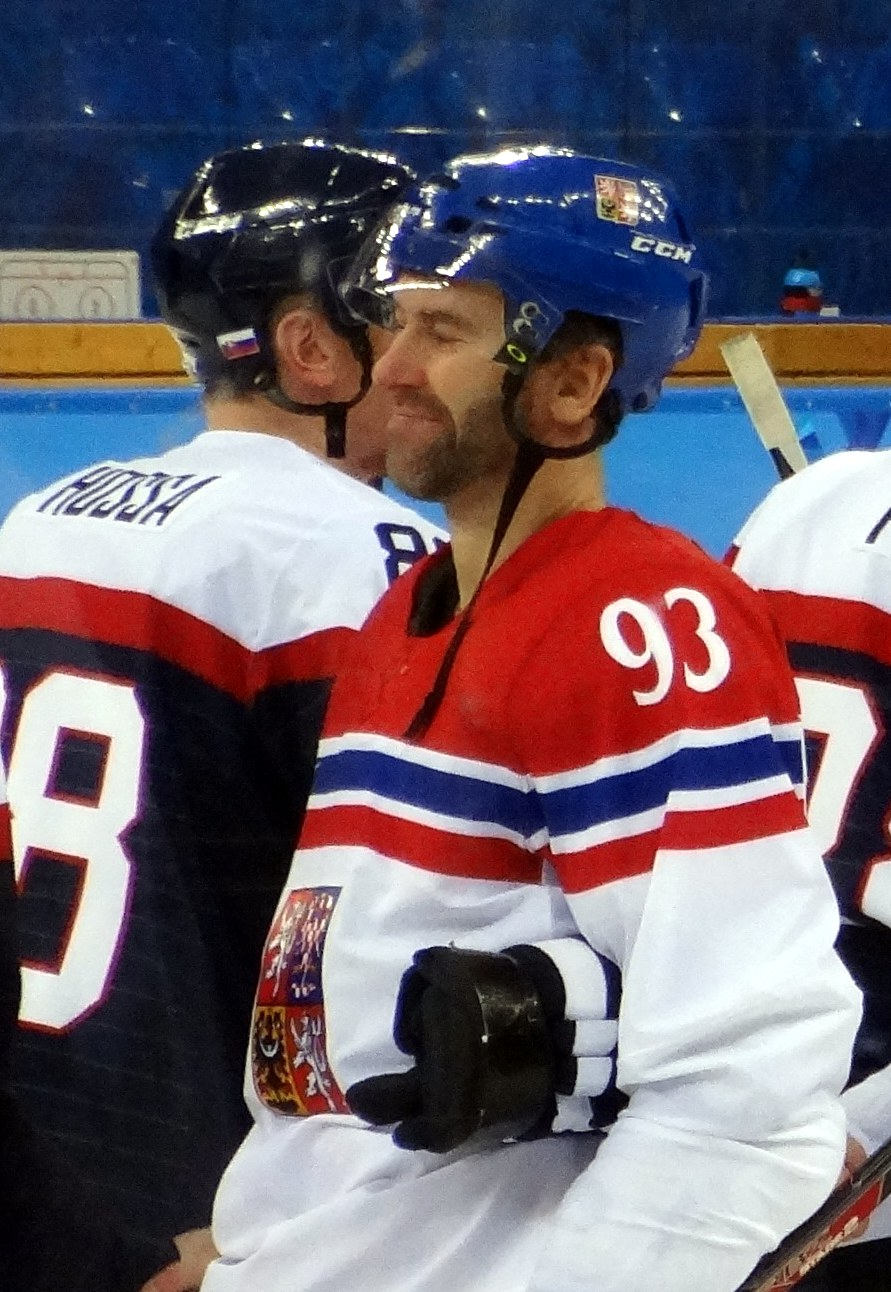
Petr Nedvěd bei den Olympischen Winterspielen 2014

Zwischen 2008 und 2014 war er für die Bílí Tygři Liberec aktiv und war in dieser Zeit Mannschaftskapitän der Weißen Tiger. Im März 2014 beendete er seine Karriere im Alter von 42 Jahren, nachdem er einen Monat zuvor an den Olympischen Winterspielen in Sotschi teilgenommen hatte. Seit Juni 2018 ist er General Manager der tschechischen Eishockeynationalmannschaft.

## Erfolge und Auszeichnungen
- 1990 Jim Piggott Memorial Trophy
- 1990 CHL Rookie of the Year
- 2012 Topscorer der Extraliga
- 2012 Spieler des Jahres in der Extraliga

### International
- 1994 Silbermedaille bei den Olympischen Winterspielen (mit Kanada)
- 2012 Bronzemedaille bei der Weltmeisterschaft (mit Tschechien)

## Karrierestatistik

### International
| Vertrat Kanada bei: - Olympischen Winterspielen 1994 | Vertrat Tschechien bei: - World Cup of Hockey 1996 - Weltmeisterschaft 2012 - Olympischen Winterspielen 2014 |

(Legende zur Spielerstatistik: Sp oder GP = absolvierte Spiele; T oder G = erzielte Tore; V oder A = erzielte Assists; Pkt oder Pts = erzielte Scorerpunkte; SM oder PIM = erhaltene Strafminuten; +/− = Plus/Minus-Bilanz; PP = erzielte Überzahltore; SH = erzielte Unterzahltore; GW = erzielte Siegtore; 1 Play-downs/Relegation; Kursiv: Statistik nicht vollständig)